# Grant Williams (baloncestista)
Grant Dean Williams (Houston, Texas, 30 de noviembre de 1998) es un baloncestista estadounidense que pertenece a la plantilla de los Charlotte Hornets de la NBA. Con 1,98 metros de estatura, ocupa la posición de ala-pívot.

## Trayectoria deportiva

### Universidad

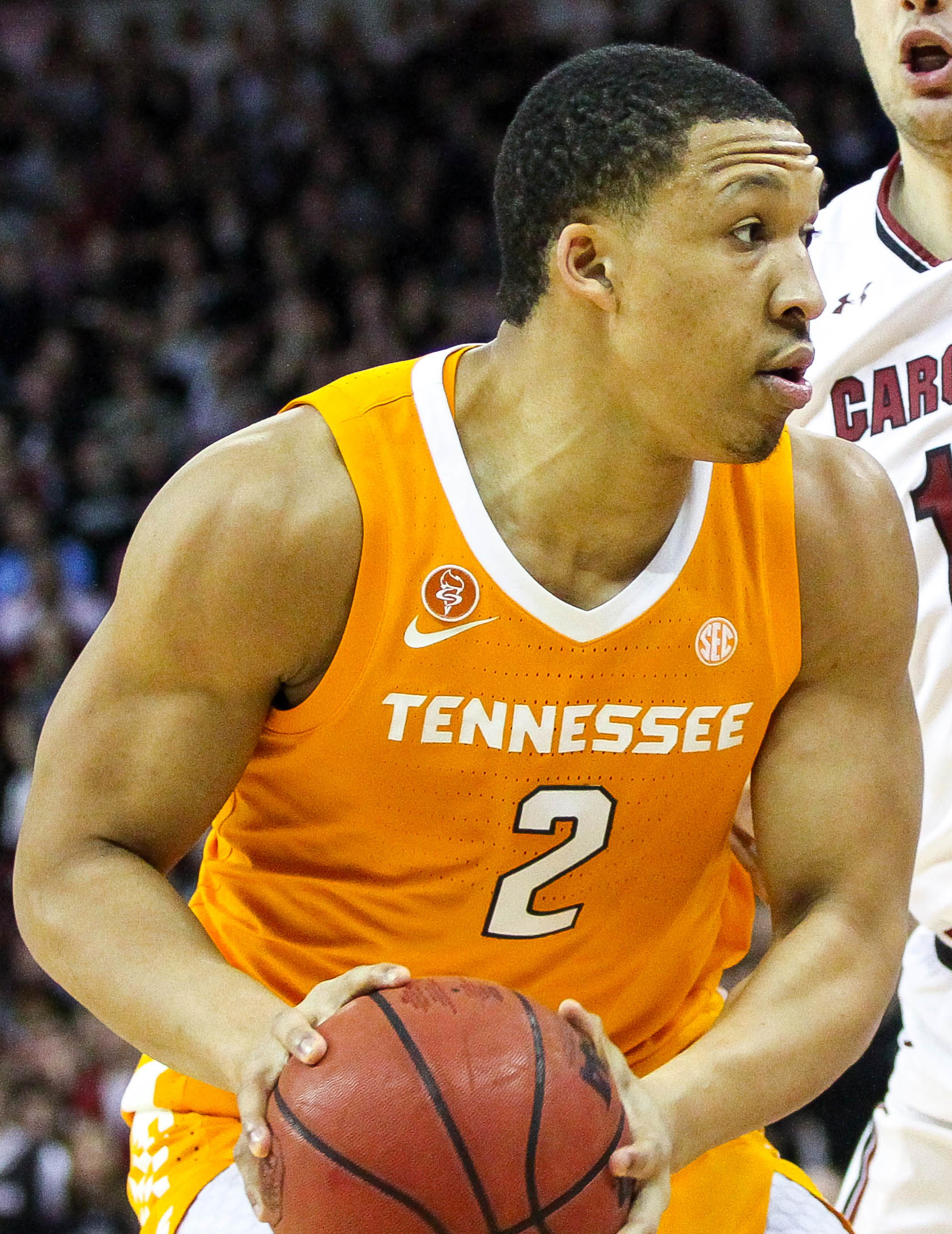
Williams con Tennessee en 2019.

Jugó durante tres temporadas con los Volunteers de la Universidad de Tennessee, en las que promedió 15,7 puntos, 6,5 rebotes, 2,1 asistencias y 1,5 tapones por partido, En su primera temporada fue incluido en el mejor quinteto freshman de la Southeastern Conference, mientras que en las dos últimas fue elegido Jugador del Año de la SEC, en 2018 por los entrenadores, mientras que en 2019 también lo fue por Associated Press.
En su última temporada fue además incluido en el primer equipo consensuado All-American.
El 9 de abril de 2019 anunció su intención de presentarse al Draft de la NBA para comprobar sus posibilidades reales, dejando abierta la puerta a regresar a los Vols para su temporada sénior.

#### Estadísticas
| Año     | Equipo    | PJ  | PT  | MPP  | %TC  | %3P  | %TL  | RPP | APP | ROB | TPP | PPP  |
| ------- | --------- | --- | --- | ---- | ---- | ---- | ---- | --- | --- | --- | --- | ---- |
| 2016–17 | Tennessee | 32  | 29  | 25.4 | .504 | .375 | .667 | 5.9 | 1.1 | .8  | 1.9 | 12.6 |
| 2017–18 | Tennessee | 35  | 35  | 28.8 | .473 | .120 | .764 | 6.0 | 1.9 | .6  | 1.3 | 15.2 |
| 2018–19 | Tennessee | 37  | 37  | 31.9 | .564 | .326 | .819 | 7.5 | 3.2 | 1.1 | 1.5 | 18.8 |
| Total   | Total     | 104 | 101 | 28.9 | .516 | .291 | .758 | 6.5 | 2.1 | .9  | 1.5 | 15.7 |

### Profesional
Fue elegido en la vigésimo segunda posición del Draft de la NBA de 2019 por Boston Celtics.
En su tercera temporada con los Celtics, llega a disputar 77 encuentros, 21 de ellos como titular. El 21 de marzo de 2022 anota 20 puntos y captura 10 rebotes ante Oklahoma City Thunder. Ya en postemporada, el 15 de mayo en el séptimo encuentro de semifinales de conferencia ante Milwaukee Bucks, anota 27 puntos, incluyendo 7 triples y siendo el máximo anotador del encuentro.
Tras cuatro temporadas en Boston, el 5 de julio de 2023, es traspasado a Dallas Mavericks en un intercambio entre tres equipos, además firmaría un contrato por cuatro años y $54 millones.
El 8 de febrero de 2024 es traspasado a Charlotte Hornets, junto a Seth Curry, a cambio de P.J. Washington.
Al comienzo de su segundo año en Charlotte, el 23 de noviembre de 2024, sufre una grave lesión de rodilla que le hace perderse toda la temporada.

## Estadísticas de su carrera en la NBA

### Temporada regular
| Año     | Equipo    | PJ  | PT  | MPP  | %TC  | %3P  | %TL  | RPP | APP | ROB | TPP | PPP  |
| ------- | --------- | --- | --- | ---- | ---- | ---- | ---- | --- | --- | --- | --- | ---- |
| 2019-20 | Boston    | 69  | 5   | 15.1 | .412 | .250 | .722 | 2.6 | 1.0 | .4  | .5  | 3.4  |
| 2020-21 | Boston    | 61  | 9   | 18.1 | .437 | .372 | .588 | 2.8 | 1.0 | .5  | .4  | 4.7  |
| 2021-22 | Boston    | 77  | 21  | 24.4 | .475 | .411 | .905 | 3.6 | 1.0 | .5  | .7  | 7.8  |
| 2022-23 | Boston    | 79  | 23  | 25.9 | .454 | .395 | .770 | 4.6 | 1.7 | .5  | .4  | 8.1  |
| 2023-24 | Dallas    | 47  | 33  | 26.4 | .413 | .376 | .745 | 3.6 | 1.7 | .5  | .6  | 8.1  |
| 2023-24 | Charlotte | 29  | 10  | 30.6 | .503 | .373 | .765 | 5.1 | 3.2 | .7  | .4  | 13.9 |
| 2024-25 | Charlotte | 16  | 7   | 29.9 | .439 | .365 | .838 | 5.1 | 2.3 | 1.1 | .8  | 10.4 |
| Total   | Total     | 380 | 108 | 22.9 | .452 | .377 | .774 | 3.7 | 1.5 | .5  | .5  | 7.2  |

### Playoffs
| Año   | Equipo | PJ | PT | MPP  | %TC  | %3P  | %TL   | RPP | APP | ROB | TPP | PPP |
| ----- | ------ | -- | -- | ---- | ---- | ---- | ----- | --- | --- | --- | --- | --- |
| 2020  | Boston | 17 | 0  | 10.0 | .577 | .588 | .700  | 1.5 | .4  | .1  | .3  | 2.8 |
| 2021  | Boston | 5  | 0  | 11.4 | .500 | .500 | 1.000 | 2.0 | .8  | .2  | .8  | 3.4 |
| 2022  | Boston | 24 | 5  | 27.3 | .433 | .393 | .808  | 3.8 | .8  | .3  | .8  | 8.6 |
| 2023  | Boston | 15 | 0  | 17.7 | .472 | .450 | .800  | 2.2 | 1.2 | .3  | .4  | 5.1 |
| Total | Total  | 61 | 5  | 18.8 | .461 | .433 | .800  | 2.6 | .8  | .3  | .5  | 5.7 |